# الیس چسبرو
الیس چسبرو یا الیس سیلوستر (انگلیسی: Ellis S. Chesbrough; ۶ ژوئیهٔ ۱۸۱۳ – ۱۸ اوت ۱۸۸۶) مهندس عمران، و مهندس اهل ایالات متحده آمریکا بود. چسبرو بیشتر به دلیل مشارکت قابل توجه خود در سیستم های فاضلاب شهری و تامین آب شهرت دارد. او نقش مهمی در حل مشکلات آب و فاضلاب شهر شیکاگو در اواسط قرن نوزدهم ایفا کرد.
چسبرو ساخت تونل آب شیکاگو را طراحی و نظارت کرد که آب شیرین پاکیزه را وارد شهر کرد و با کاهش خطر بیماری های منتقله از طریق آب مانند وبا و حصبه، سلامت عمومی را بهبود بخشید.
علاوه بر این، چسبرو در استفاده از چدن و سیمان هیدرولیک برای سیستم های لوله کشی پیشگام بود. تخصص و نوآوری های او در مهندسی به تغییر زیرساخت های شهری در سراسر ایالات متحده کمک کرد.
کار چسبرو همچنان در مهندسی عمران مدرن و شیوه های بهداشت عمومی تاثیرگذار است و او به عنوان یک چهره کلیدی در بهبود شرایط زندگی شهری از طریق تامین آب قابل اعتماد و سیستم های مدیریت فاضلاب مؤثر شناخته می شود.
چسبرو به دلیل کارش در سیستم توزیع آب بوستون به عنوان مهندس هیئت کمیسیون های فاضلاب منصوب شد. از نقطه نظر مهندسی، مشکلات اصلی انتقال فاضلاب به خارج از شهر و جلوگیری از آلودگی منابع آب آشامیدنی شهر، که از دریاچه میشیگان گرفته شده بود، از عمده مشکلات رو در روی چسبرو بود. نقشه او دو چیز بود: اول، ساختن سیستم فاضلاب در بالای زمین، و سپس بالا بردن تمام ساختمان های شهر به اندازه ده فوت با استفاده از یک سیستم پیچیده از جک ها. سیستم فاضلاب جدید دارای نوآوری هایی مانند روکش  بود که دسترسی به فاضلاب و تمیز کردن آن را آسان می کرد. با این حال، فاضلاب همچنان به دریاچه سرازیر شد و آب آشامیدنی شهر را آلوده کرد. در سال ۱۸۶۳، کار بر روی یک تونل دریاچه شیکاگو دو مایلی، شصت فوت زیر دریاچه، به سمت یک گهواره ورودی جدید آغاز شد.

## تغییر مسیر رود شیکاگو
در اواسط تا اواخر قرن نوزدهم، شیکاگو سریع‌ترین شهر در حال رشد در جهان بود. با این حال، آینده آن به دلیل زباله‌های خود، که - بدون تصفیه - از رودخانه شیکاگو به دریاچه میشیگان، منبع آب آشامیدنی تمیز شهر، سرازیر شد، به خطر افتاد. مهندس سیلوستر چسبرو در تلاشی عظیم برای نجات شهر از ویرانی حصبه، وبا و سایر بیماری‌های ناشی از آب، به شیکاگو پیشنهاد کرد مسیر رودخانه خود را از دریاچه و به سمت رودخانه می‌سی‌سی‌پی برگرداند.